# Mühldorf, Niederösterreich
Mühldorf är en ort och kommun  i Österrike. Den ligger i distriktet Krems i förbundslandet Niederösterreich, 80 kilometer väster om huvudstaden Wien. 
Kommunen består av nio orter (Ortschaften) (inom parentes invånarantal 1 januari 2024):

- Amstall (35)
- Elsarn am Jauerling (137)
- Mühldorf (310)
- Niederranna (164)
- Oberranna (17)
- Povat (89)
- Trandorf (261)
- Ötz (149)
- Ötzbach (76)